# Ormont (Niemcy)
Ormont – miejscowość i gmina w Niemczech, w kraju związkowym Nadrenia-Palatynat, w powiecie Vulkaneifel, wchodzi w skład gminy związkowej Gerolstein. Do 31 grudnia 2018 wchodziła w skład gminy związkowej Obere Kyll.